# Inführ Sekt

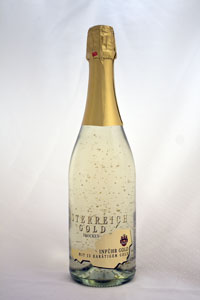
Inführ Österreich Gold

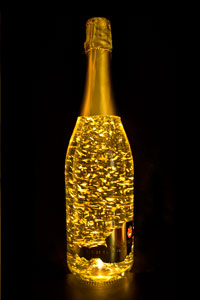
Inführ Österreich Gold

Die Wein- und Sektkellereien Karl Inführ KG ist einer der größten Sekterzeuger Österreichs.

## Profil
Der Sitz des Unternehmens befindet sich in Klosterneuburg nahe der Bundeshauptstadt Wien.
Die Sektkellerei wurde von Kommerzialrat Karl Inführ senior (1907–1977) nach dem Zweiten Weltkrieg in ihrer bestehenden Form gegründet und entwickelte sich zu einem der größten Sektproduzenten in Österreich. Heute leiten die Brüder Hans und Karl Inführ das Unternehmen.
Ein großer Teil der Gesamtproduktion der Sektkellerei kommt aus der Lohnversektung, wobei Eigenmarken eines der Hauptgeschäftsfelder der Karl Inführ KG darstellen. Die Marke Inführ Sekt lebt hauptsächlich von Mundpropaganda, wobei sich das Unternehmen selbst als die meistprämiierte Sektkellerei Österreichs bezeichnet und dies mit Medaillen und Urkunden belegt.

## Geschichte
Die Wurzeln des Unternehmens reichen mit der zugekauften Champagnerfabrik AG aus Brunn am Gebirge bis ins 19. Jahrhundert zurück. Als erste österreichische Kellerei erzeugt die Sektkellerei Inführ seit dem Jahr 1949 Sekt nach der Méthode Charmat (Tankgärungsverfahren) und behauptete sich damit gegen traditionelle Sektkellereien. Dadurch machte sie Sekt auch für einen Großteil der österreichischen Bevölkerung verfügbar.
Sekt war damals durch die hohen Preise, die auch auf die aufwendige Méthode traditionnelle zurückzuführen war, vor allem der Oberschicht zugänglich. In den Jahren 1968 und 1970 produzierte die Sektkellerei erstmals in Österreich auch Fruchtschaumwein und Sekt, welcher für Diabetiker geeignet ist.
1979 wurde der Sektkellerei vom Bundesminister die Staatliche Auszeichnung zur Führung des österreichischen Staatswappens verliehen. Im Jahre 1997 erfolgte die Einführung eines Goldsekts (Sekt mit 23 karätigen Blattgold versetzt), welcher auch nach dem Relaunch als „Österreich Gold“ eines der erfolgreichsten Produkte der Sektkellerei der letzten Jahre wurde.

## Produkte
- Österreich Gold
- Frizzante Hollerblüten Zitrone
- Brut Excellent Sekt
- Inführ Muskat Sekt dolce
- Inführ Kürbis Frizzante
- Inführ Bio Sekt
- Inführ Marillenfruchtschaumwein
- Inführ Rosé Sekt
- Le Grand Rouge – Rotsekt
- Energy Frizzante